# Annabella Sciorra
Annabella Sciorra (ur. 29 marca 1960 lub 24 marca 1964 w Wethersfield w stanie Connecticut) – amerykańska aktorka filmowa, telewizyjna i teatralna. Nominowana do nagrody Emmy za najlepszą gościnną żeńską rolę w serialu dramatycznym Rodzina Soprano (1999).